# Indochine (Band)
Indochine ist eine französische New-Wave-Rockgruppe.

## Geschichte
Gegründet wurde die Gruppe im Mai 1981 von Nicola Sirkis (bürgerlich: Sirchis) und Dominique Nicolas. Im September 1981 kamen dann Nicola's Zwillingsbruder Stéphane und Dimitri Bodiansky hinzu. In Frankreich und auch in Schweden hatte Indochine in den 1980er Jahren, als die Band musikalisch noch eher dem Punk zuzurechnen war, eine Reihe von Charterfolgen vorzuweisen, beispielsweise mit den Alben L’aventurier, Le péril jaune, 3, Au zénith (live) und 7000 danses.
Eine Zäsur war der Tod von Stéphane, der während der Aufnahmen der Platte Dancetaria am 27. Februar 1999 an Hepatitis starb. Zunächst bestand die Überlegung, die Fertigstellung von Dancetaria abzubrechen, jedoch war Nicola der Überzeugung, dass dies nicht im Sinne seines gestorbenen Bruders sein könne, zumal dieser einige Lieder beigetragen hatte. Letztlich befürchtete man jedoch, dass von Musikjournalisten während der Werbetour der neuen Platte stets der Tod Stéphanes erwähnt werden könne, und beschloss, die für das Frühjahr 1999 geplante Veröffentlichung um ein halbes Jahr zu verschieben.
Mit Dancetaria wurde ein musikalischer Stilwechsel eingeleitet. Während Indochine zunächst oft als „Depeche Mode Frankreichs“ bezeichnet wurde, werden heute eher Vergleiche zu Marilyn Manson und Placebo angestellt, mit denen in der Tat auch eine enge Freundschaft besteht. So hat beispielsweise Brian Molko von Placebo für die im Herbst 2005 erschienene Indochine-LP ein Lied geschrieben. Auch mit Melissa Auf der Maur kam es zur musikalischen Zusammenarbeit, indem man 2002 das Duett Le Grand Secret aufnahm. Dieses Lied nahm Indochine zu einem späteren Zeitpunkt mit dem belgischen Mädchenchor Scala erneut auf.
Aufsehen erregte die Gruppe mit ihrem Musikvideo zum Lied Stef II, welches auf den großen Fernsehsendern nicht ausgestrahlt wurde. Hier ist in Ausschnitten der Liebesakt zwischen zwei Frauen zu sehen, und in der zweiten Hälfte treten die Gruppenmitglieder in Frauenkleidern auf.
Die Zeitschrift Visions schrieb im Mai 2003, dass Indochine in Frankreich einen Stellenwert hätte, der mit dem von Herbert Grönemeyer in Deutschland vergleichbar sei. Außer in Frankreich, Belgien und in den französischen Teilen Kanadas und der Schweiz tritt Indochine auch in Skandinavien auf. In Deutschland finden dagegen keine Auftritte statt. Nicola Sirkis erklärte hierzu in einem Interview, dass seitens Indochine durchaus Interesse bestehen würde, jedoch die Musikindustrie keine entsprechende Nachfrage erkennen könne.
Bob Morane, eine in Frankreich seit Jahrzehnten beliebte belgische Comicfigur, hat für Indochine eine besondere Bedeutung. Quasi als Running Gag wird er auf jeder Platte in einem Titel erwähnt. Mit L'aventurier („Der Abenteurer“) widmet man dem Geheimagenten Morane gleich ein ganzes Lied und die zugehörige LP.
Im Dezember 2005 erschien mit Alice & June der Nachfolger von Paradize. Das erste auch als Doppelalbum verfügbare Werk Indochines stieg in der ersten Veröffentlichungswoche direkt auf Platz eins der belgischen sowie auf Platz zwei der französischen Bestenliste ein. Bereits nach zwei Tagen gab es für 25.000 verkaufte Exemplare in Belgien die Goldene Schallplatte. Im April 2006 wurde das Album dann schließlich auch in Deutschland veröffentlicht.
Im März 2009 erschien das elfte Album La République des Météors. Für die anschließende Tournee, die mit einem Prélude im Pariser Olympia begann, wurden 800.000 Tickets verkauft. Höhepunkt der Tournee war der Auftritt am 26. Juni 2010 im seit Ende 2008 ausverkauften Stade de France vor 80.000 Zuschauern.
Im Februar 2013 erschien das Album Black City Parade, in dem die moderne Urbanität verschiedener Metropolen wie Paris, New York und Tokio besungen wird, ebenso wie die der deutschen Städte Berlin und Wuppertal. Es folgte die Black City Tour, bei der erneut im Stade de France im Juni 2014 zwei Konzerte stattfanden. Hier entstand das zweite Live-Album der Tour, Black City Concerts.
Am 8. September 2017 erschien das Album 13, von dem zuvor im Juni 2017 der Titel La vie est belle als Auskopplung erschien.
Fast genau sieben Jahren später brachte Indochine am 7. September 2024 das Doppelalbum Babel Babel heraus. Dieses wurde mit der Single Le chant des cygnes angekündigt, welche am 14. Juni 2024 herausgekommen ist und zur EM 2024 in Deutschland vom französischen Sender TF1 als Jingle gebraucht wurde. Das Lied handelt von den Frauen im Iran, die für ihre Rechte kämpfen müssen. Babel Babel ist das 14. Album der Band und enthält 17 neue Lieder, welche wie üblich für Indochine zum Teil sozialkritisch angehaucht sind. So handelt zum Beispiel das Lied Sanna sur la croix von der ehemaligen finnischen Premierministerin Sanna Marin, welche im Internet immer wieder mit sexistischen und homophoben Kommentaren zu kämpfen hatte.

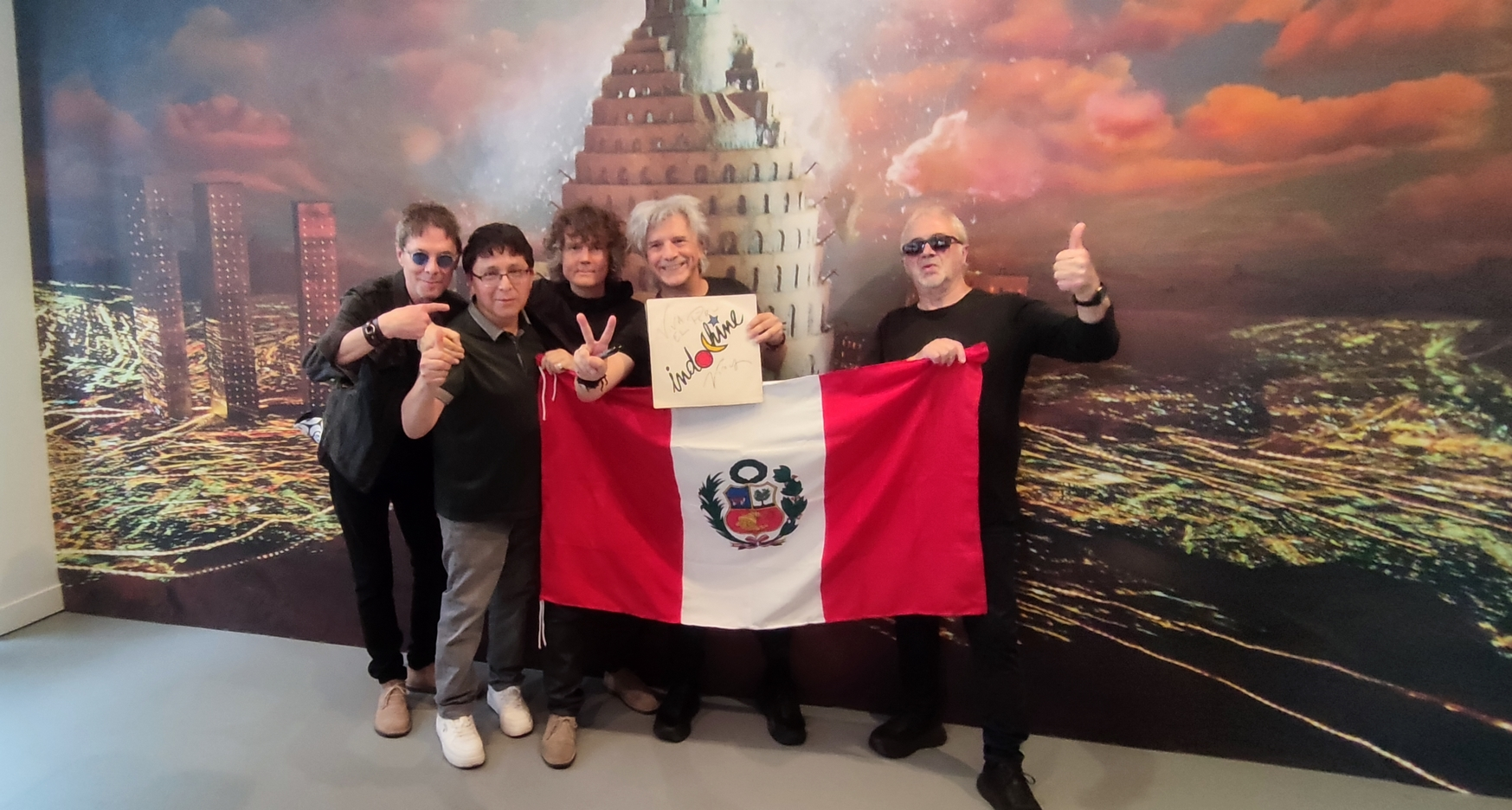
Indochine Fans zur Promotion ihres neues Albums

Referenz zum Cover

Das Cover wurde vom Amerikaner David LaChapelle gestaltet. Es zeigt den biblischen Turmbau zu Babel, welcher in eine retrofuturistische und apokalyptische Welt verlegt wurde.
Zu ihrem Album gaben sie ihre neue Tournee, die Arena Tour 2025, bekannt. Indochine wird mehrere Konzerte in Frankreich spielen, mit Highlights wie dem Konzert in der Accor Arena in Paris im Juni 2025.

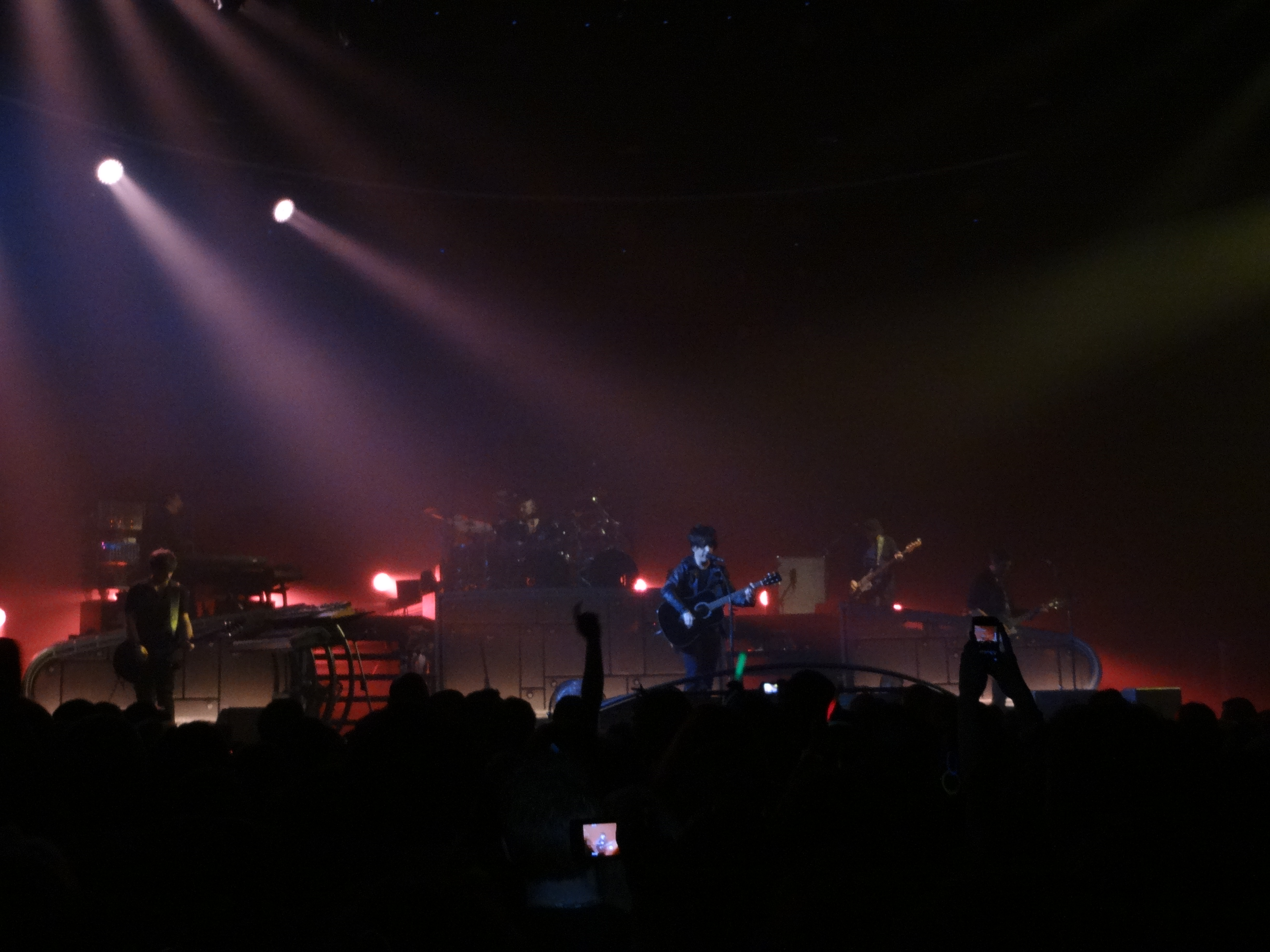
Bild eines Konzertes der Arena Tour 2023

Im Jahr 2024 gewann Indochine zu ihrem neuen Album den Award Beste Francophone Band der NRJ Music Awards.

## Diskografie
Studioalben

| Jahr | Titel Musiklabel                           | Höchstplatzierung, Gesamtwochen, AuszeichnungChartplatzierungen (Jahr, Titel, Musiklabel, Platzierungen, Wochen, Auszeichnungen, Anmerkungen) | Höchstplatzierung, Gesamtwochen, AuszeichnungChartplatzierungen (Jahr, Titel, Musiklabel, Platzierungen, Wochen, Auszeichnungen, Anmerkungen) | Höchstplatzierung, Gesamtwochen, AuszeichnungChartplatzierungen (Jahr, Titel, Musiklabel, Platzierungen, Wochen, Auszeichnungen, Anmerkungen) | Anmerkungen                                                   |
| Jahr | Titel Musiklabel                           | FR | BEW | CH | Anmerkungen                                                   |
| ---- | ------------------------------------------ | --- | --- | --- | ------------------------------------------------------------- |
| 1982 | L’aventurier Clemence Melody (Arabella)    | FR7 (54 Wo.)FR | — | — | Erstveröffentlichung: 15. November 1982                       |
| 1983 | Le péril jaune Clemence Melody (Ariola)    | FR12 (25 Wo.)FR | — | — | Erstveröffentlichung: 28. November 1983                       |
| 1985 | 3 Clemence Melody (Ariola)                 | FR2 Platin · (53 Wo.)FR | — | — | Erstveröffentlichung: 10. Mai 1985 Verkäufe: + 300.000        |
| 1987 | 7000 danses Ariola (BMG)                   | FR5 ×2Doppelgold · (28 Wo.)FR | — | — | Erstveröffentlichung: 12. Oktober 1987 Verkäufe: + 200.000    |
| 1990 | Le baiser Ariola (BMG)                     | FR9 Gold · (17 Wo.)FR | — | — | Erstveröffentlichung: 5. Februar 1990 Verkäufe: + 100.000     |
| 1993 | Un jour dans notre vie Ariola (BMG)        | — | — | — | Erstveröffentlichung: 22. November 1993                       |
| 1996 | Wax Ariola (BMG)                           | FR192 (1 Wo.)FR | BEW26 (4 Wo.)BEW | — | Erstveröffentlichung: 4. November 1996 Charteinstieg FR: 2016 |
| 1999 | Dancetaria Double T Music (Sony)           | FR14 (7 Wo.)FR | BEW7 (10 Wo.)BEW | — | Erstveröffentlichung: 24. August 1999                         |
| 2002 | Paradize Columbia Records (Sony)           | FR2 Diamant · (112 Wo.)FR | BEW1 Platin · (66 Wo.)BEW | CH6 Gold · (54 Wo.)CH | Erstveröffentlichung: 11. März 2002 Verkäufe: + 1.050.000     |
| 2005 | Alice & June Jive Epic (Sony BMG)          | FR1 Platin · (79 Wo.)FR | BEW1 Gold · (53 Wo.)BEW | CH17 (15 Wo.)CH | Erstveröffentlichung: 16. Dezember 2005 Verkäufe: + 315.000   |
| 2009 | La république des meteors Jive Epic (Sony) | FR2 Platin · (91 Wo.)FR | BEW2 Gold · (48 Wo.)BEW | CH4 Gold · (10 Wo.)CH | Erstveröffentlichung: 9. März 2009 Verkäufe: + 120.000        |
| 2013 | Black City Parade Arista Records (Sony)    | FR1 ×2Doppelplatin · (90 Wo.)FR | BEW1 (87 Wo.)BEW | CH3 (8 Wo.)CH | Erstveröffentlichung: 11. Februar 2013 Verkäufe: + 200.000    |
| 2017 | 13 Indochine Records (Sony)                | FR1 Diamant · (110 Wo.)FR | BEW1 Gold · (141 Wo.)BEW | CH1 (23 Wo.)CH | Erstveröffentlichung: 8. September 2017 Verkäufe: + 510.000   |
| 2024 | Babel Babel Indochine Records (Sony)       | FR1 ×2Doppelplatin · (… Wo.)FR | BEW1 (… Wo.)BEW | CH3 (11 Wo.)CH | Erstveröffentlichung: 7. September 2024 Verkäufe: + 200.000   |

grau schraffiert: keine Chartdaten aus diesem Jahr verfügbar